# 하랄 베르스테트

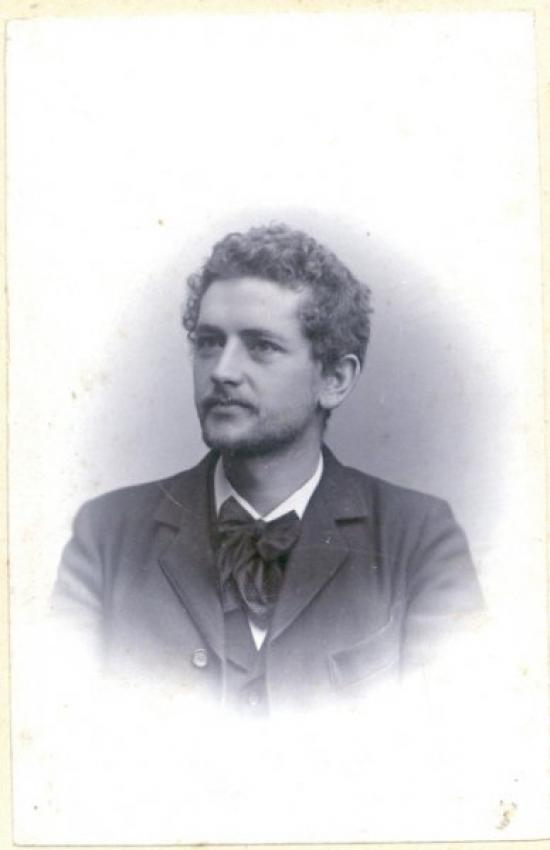
하랄 베르스테트

하랄 베르스테트(덴마크어: Harald Bergstedt)라는 필명으로 잘 알려진 하랄 알프레드 페테르센(덴마크어: Harald Alfred Petersen, 1877년 8월 10일 ~ 1965년 9월 19일)는 덴마크의 소설가, 극작가이자 시인이다.

## 생애
제2차 세계대전 전에는 사회민주주주의자였으며 매우 인기가 많았다. 1942년부터 1945년까지에는 민족사회주의 신문과 협력하여 2년 징역형을 받았다.

## 작품
- 시골의 노래(Sange fra provinsen, 1913~1921)
- 알렉산데르센(Alexandersen)